# Bispora novae-zelandiae
Bispora novae-zelandiae är en lavart som beskrevs av Matsush. 1985. Bispora novae-zelandiae ingår i släktet Bispora, divisionen sporsäcksvampar och riket svampar.   Inga underarter finns listade i Catalogue of Life.